# Estrela da Saúde Futebol Clube
O Estrela da Saúde Futebol Clube é um clube brasileiro de futebol da cidade de São Paulo, capital do estado homônimo. Foi fundado em 1 de setembro de 1917.
A equipe iniciou sua história em 1913, quando disputou duas partidas, e mas devido ao início da 1ª Guerra Mundial teve suas atividades interrompidas. Em 1917, a equipe retomou as atividades e foi fundada oficialmente. O time era formado por imigrantes italianos que trabalhavam nas Indústrias de Fiação Moinho Santista e utilizavam o tempo entre os turnos ou após o expediente para jogar cartas ou futebol em um terreno baldio atrás da empresa, e chegou a disputar onze edições do Campeonato Paulista. Em 1962, entretanto, devido à alta inflação, o clube deixou o profissionalismo, decidindo comprar um terreno de quatro alqueires na Represa de Guarapiranga, onde levantou sua sede de campo.

## Participações em estaduais
O Estrela participou de onze edições do Campeonato Paulista:
- Segunda divisão (atual A2): 1950, 1951, 1952, 1955, 1956, 1957, 1958, 1959, 1960 e 1961
- Terceira divisão (atual A3): 1962